# X (musikalbum av Kylie Minogue)
X är det tionde studioalbum av den australiska sångerskan Kylie Minogue. Det är hennes första släpp sedan samlingsalbumet Ultimate Kylie (2004), och hennes första studioalbum sedan Body Language (2003). X föregicks av singeln "2 Hearts" och släpptes över hela världen i november 2007. Den amerikanska utgåvan av X var i april 2008, föregås av singeln "All I See". Den sista singeln från albumet var "The One", som släpptes i Australien den 28 juli 2008.

## Albuminformation
Att tillfriskna i Melbourne började Minogue skriva texter i slutet av sin cancerbehandling i mitten av 2006. Hon hade inte arbetat på någon musik under föregående år. Släppet av albumet X meddelades den 21 september 2007. För att främja utgivningen av albumet, Minogue utförs på ett exklusivt program med titeln The Kylie Show, med sex låtar från det nya albumet och fyra av hennes tidigare hits. Den 28 november 2007 meddelade Minogue hon skulle främja X med en konsertturné med titeln Kyliex2008.
X nådde förstaplatsen på ARIA Charts med en försäljning på 16.000 exemplar den första veckan, vilket ger Minogue sitt tredje album på förstaplatsen i sitt hemland Australien. Albumet tillbringade fjorton veckor på Top 50, i slutändan tjänar en platina intyg från Australian Recording Industry Association för försäljning på över 70.000 exemplar. Dessutom var det fyrtionionde bäst säljande albumet av 2007 i Australien. I Nya Zeeland blev det Minogues lägsta placering för ett studioalbum hittills på albumlistan, det tillbringade en enda vecka på nummer 38 på RIANZ Albums Chart.
X nådde nummer fyra på UK Albums Chart, sålde över 82.000 exemplar under sin första vecka. British Phonographic Industry certifierad albumet platina den 30 november 2007, efter att ha sålt över 463.000 exemplar i Storbritannien i juli 2010. I USA nådde albumet nummer 139 på Billboard 200 och nummer fyra på Top Electronic Albums, sälja 6000 enheter under sin första vecka och 42.000 totalt. Albumet fick stor kartläggning framgång över hela den europeiska kontinenten och nådde Top 10 i Schweiz, Top 20 i Österrike, Tjeckien, Frankrike, Tyskland, Ungern och Irland, Top 30 i Belgien, Nederländerna, Spanien och Sverige, och Top 40 i Danmark och Italien.

## Singlar
"2 Hearts" släpptes globalt som första singel utom i USA. Singeln var en hit och nådde förstaplatsen i Australien och nummer fyra i Storbritannien. "Wow" släpptes som den andra singeln i Storbritannien och Australien och den tredje i resten av världen. Medan det var en blygsam hit i Australien nådde nummer elva, det var en stor hit i Storbritannien nådde nummer fem och sälja cirka 180.000 exemplar. "In My Arms" , den andra globala utsläpp och den tredje i Storbritannien och Australien, var en hit i Europa, där nådde Top 10 i Storbritannien, Belgien, Frankrike, Tyskland och Schweiz. "All I See" släpptes som första singel i USA och den andra singeln i Kanada. Den nådde nummer 81 på Canadian Hot 100, men misslyckades med att kartlägga på Billboard Hot 100. Det nå en höjdpunkt ändå på nummer tre på Hot Dance Club Songs. "The One" släpptes som singel i Storbritannien, Europa och Australien. Även om det var bara släpptes som en digital nedladdning singel nådde den nummer 36 på UK Singles Chart, vilket gör det en mindre succé.

## Låtlista
| Nr  | Titel           | Kompositör                                                                                     | Producent                  | Längd |
| --- | --------------- | ---------------------------------------------------------------------------------------------- | -------------------------- | ----- |
| 1.  | 2 Hearts        | Jim Eliot, Mima Stilwell                                                                       | Kish Mauve                 | 2:51  |
| 2.  | Like a Drug     | Mich Hedin Hansen, Jonas Jeberg, Engelina Andrina, Adam Powers                                 | Cutfather, Jeberg          | 3:18  |
| 3.  | In My Arms      | Kylie Minogue, Calvin Harris, Richard "Biff" Stannard, Paul Harris, Julian Peake               | C. Harris, Stannard        | 3:32  |
| 4.  | Speakerphone    | Christian Karlsson, Pontus Winnberg, Henrik Jonback, Klas Åhlund                               | Bloodshy and Avant         | 3:54  |
| 5.  | Sensitized      | Guy Chambers, Cathy Dennis, Serge Gainsbourg                                                   | Chambers, Dennis           | 3:57  |
| 6.  | Heart Beat Rock | Minogue, Karen Poole, C. Harris, John Lipsey                                                   | C. Harris                  | 3:24  |
| 7.  | The One         | Minogue, Stannard, James Wiltshire, Russell Small, John Andersson, Johan Emmoth, Emma Holmgren | Stannard, Freemasons       | 4:05  |
| 8.  | No More Rain    | Minogue, Poole, Karlsson, Winnberg, Jonas Quant                                                | Greg Kurstin               | 4:02  |
| 9.  | All I See       | Jeberg, Hansen, Edwin Serrano, Raymond Calhoun                                                 | Cutfather, Jeberg          | 3:05  |
| 10. | Stars           | Minogue, Stannard, P. Harris, Peake                                                            | Stannard, P. Harris, Peake | 3:41  |
| 11. | Wow             | Minogue, Poole, Kurstin                                                                        | Kurstin                    | 3:10  |
| 12. | Nu-di-ty        | Poole, Karlsson, Winnberg                                                                      | Bloodshy and Avant         | 3:04  |
| 13. | Cosmic          | Minogue, Eg White                                                                              | White                      | 3:09  |

## Listplaceringar
| Lista (2007–08)                  | Högsta placering |
| -------------------------------- | ---------------- |
| Australien (ARIA Charts)         | 1                |
| Österrike (Ö3 Austria Top 40)    | 16               |
| Belgien (Ultratop Flandern)      | 26               |
| Belgien (Ultratop Vallonien)     | 23               |
| Tjeckien (IFPI Czech Republic)   | 16               |
| Danmark (Tracklisten)            | 34               |
| Nederländerna (MegaCharts)       | 29               |
| Europa (European Top 100 Albums) | 5                |
| Frankrike (SNEP)                 | 19               |
| Tyskland (Media Control Charts)  | 15               |
| Ungern (Mahasz)                  | 20               |
| Irland (Irish Albums Chart)      | 14               |
| Italien (FIMI)                   | 36               |
| Japan (Oricon)                   | 40               |
| Nya Zeeland (RIANZ)              | 38               |
| Spanien (PROMUSICAE)             | 28               |
| Sverige (Sverigetopplistan)      | 28               |
| Schweiz (Schweizer Hitparade)    | 9                |
| Storbritannien (UK Albums Chart) | 4                |
| USA (Billboard 200)              | 139              |
| USA (Dance/Electronic Albums)    | 4                |

| Lista (2007)                     | Position |
| -------------------------------- | -------- |
| Australien (ARIA Charts)         | 49       |
| Lista (2008)                     | Position |
| Belgien (Ultratop Vallonien)     | 78       |
| Europa (European Top 100 Albums) | 64       |
| Frankrike (SNEP)                 | 158      |

## Släpphistoria
| Land           | Dato             | Format                       | Skivbolag            |
| -------------- | ---------------- | ---------------------------- | -------------------- |
| Japan          | 21 november 2007 | CD, CD+DVD, digital download | EMI Music Japan      |
| Australien     | 23 november 2007 | CD, CD+DVD, digital download | Mushroom             |
| Frankrike      | 23 november 2007 | CD, CD+DVD, digital download | EMI                  |
| Tyskland       | 23 november 2007 | CD, CD+DVD, digital download | EMI                  |
| Italien        | 23 november 2007 | CD, CD+DVD, digital download | EMI                  |
| Taiwan         | 23 november 2007 | CD, CD+DVD                   | EMI                  |
| Irland         | 23 november 2007 | CD, digital download         | Parlophone           |
| Storbritannien | 26 november 2007 | CD, CD+DVD, digital download | Parlophone           |
| Canada         | 27 november 2007 | CD                           | EMI                  |
| Sverige        | 28 november 2007 | CD, CD+DVD, digital download | EMI                  |
| Brasilien      | 20 februari 2008 | CD                           | EMI                  |
| USA            | 1 april 2008     | CD, digital download         | Capitol, Astralwerks |
| Taiwan         | 28 november 2008 | CD+DVD (Tour Edition)        | EMI                  |
| Australien     | 29 november 2008 | 2CD (Tour Edition)           | Warner Music         |